# Estatuto da Juventude
O Estatuto da Juventude no Brasil, é a denominação conferida à lei nº 12.852, de 5 de agosto de 2013. Esta Lei institui o Estatuto da Juventude e dispõe sobre os direitos dos jovens, os princípios e diretrizes das políticas públicas de juventude e o Sistema Nacional de Juventude.
Segundo o Estatuto da Juventude, são consideradas jovens as pessoas com idade entre 15 e 29 anos de idade.
Aos adolescentes com idade entre 15 e 18 anos aplica-se a Lei nº 8.069, de 13 de julho de 1990 - Estatuto da Criança e do Adolescente, e, excepcionalmente, o Estatuto da Juventude, quando não conflitar com as normas de proteção integral do adolescente.

## Direitos do jovem
Ao todo, são 11 os direitos previstos no Estatuto da Juventude:
1. Direito à cidadania e à participação social e política - A pessoa de 15 a 29 anos tem direito de se envolver ativamente em ações de políticas públicas que digam respeito não somente aos próprios direitos, mas ao benefício de suas comunidades, regiões e do País. Também é um direito a participação individual e coletiva em ações de defesa dos direitos da juventude.
2. Direito à educação - A educação básica de qualidade também é um direito garantido pelo Estatuto. O jovem tem direito, também, às educações profissional e tecnológica. As escolas e universidades, define o estatuto, devem formular e implantar medidas de democratização do acesso e permanência, inclusive programas de assistência estudantil, ação afirmativa e inclusão social para os jovens estudantes.
3. Direito à profissionalização, ao trabalho e à renda - O Estatuto da Juventude define também como deve se dar a ação do poder público para garantir ao jovem a profissionalização, o trabalho e a renda, além de ofertas de empregos compatíveis com horários de trabalho e estudo, e prevenção contra exploração do trabalho juvenil. Para adolescentes com idade entre 15 e 18 anos, vale o disposto no Estatuto da Criança e do Adolescente, e em leis específicas.
4. Direito à diversidade e à igualdade - O Estatuto define que o jovem não deve ser discriminado por sua etnia, raça, cor da pele, cultura, origem, idade, sexo, orientação sexual, idioma, religião, opinião, deficiência ou condição social ou econômica. O estado deve se assegurar de capacitar professores para o enfrentamento à discriminação, entre outras providências.
5. Direito à saúde - O jovem tem direito ao acesso universal e gratuito ao Sistema Único de Saúde (SUS) e a serviços de saúde humanizados e de qualidade, que respeitem as especificidades do jovem. Nos diversos níveis de ensino, devem-se abordar temas como consumo de drogas e saúde reprodutiva. O poder público deve se encarregar da veiculação de campanhas educativas sobre o tema.
6. Direito à cultura - O jovem tem direito à livre criação; ao acesso aos bens e serviços culturais e à participação nas decisões de política cultural; à identidade e à diversidade cultural; e à memória social. Ao Estado compete garantir o acesso aos locais ou eventos culturais com preço reduzido, além de garantir ao jovem com deficiência acessibilidade, entre outros.
7. Direito à comunicação e à liberdade de expressão - O jovem tem direito à comunicação e à livre expressão, à produção de conteúdo, individual e colaborativo, e ao acesso às tecnologias de informação e comunicação. O poder público deve se encarregar de incentivar programas educativos e culturais voltados para os jovens nos meios de comunicação de massa, entre outros.
8. Direito ao desporto e ao lazer - O Estatuto da Juventude define que a política pública de desporto e lazer destinada ao jovem deve considerar, entre outros, a oferta de equipamentos comunitários que permitam a prática desportiva, cultural e de lazer. Além disso, todas as escolas deverão buscar pelo menos um local apropriado para atividades poliesportivas.
9. Direito ao território e à mobilidade - Uma das grandes novidades do Estatuto da Juventude foi a garantia aos jovens de baixa renda do direito a duas vagas gratuitas por veículo no sistema de transporte coletivo interestadual e mais duas com, pelo menos, 50% de desconto, a serem utilizadas caso de as duas primeiras já estarem ocupadas.
10. Direito à sustentabilidade e ao meio ambiente - O jovem tem direito à sustentabilidade e ao meio ambiente ecologicamente equilibrado. O estado deve promover, em todos os níveis de ensino, a educação ambiental voltada para a preservação do meio ambiente e para a sustentabilidade, além de incentivar a participação do jovem na elaboração de políticas públicas de meio ambiente.
11. Direito à segurança e ao acesso à justiça - Políticas de segurança pública voltadas para os jovens devem estar em consonância com as demais políticas voltadas à juventude e devem buscar a prevenção e enfrentamento da violência. Ações voltadas a jovens em situação de risco e vulnerabilidade social devem ser prioridade nas ações do Estado.

Fonte: Portal Brasil, com informações do Palácio do Planalto, Da Câmara dos Deputados e da Secretaria Nacional da Juventude.

## O texto legal
A redação da  lei  Nº 12.852 é construída em 48 artigos e foi publicada na edição  6 de agosto de 2013 do Diário Oficial da União (DOU).
É uma lei ordinária de autoria do Poder Legislativo e sancionada pela presidente Dilma Rousseff, em 5 de agosto de 2013, a lei tem por objetivo à proteção de direitos e deveres da juventude nacional, tais como: do Direito à Cidadania, à Participação Social e Política e à Representação Juvenil.